# بي بي إديت لايت (محرر نصوص)
بي بي إديت لايت هو محرر نصوص تم تطويره في شركة بير بونز سوفتوير و هو مخصص للعمل على أنظمة ماك أو أس أكس وماك أو أس و يندرج ترخيص استخدامه لعائلة البرمجيات المجانية، وقد تم تطويره ليكون منخفض التكلفة وليكون نسخة مبسطة عن قرينه محرر النصوص بي بي إديت.
و يتضمن بي بي إديت لايت العديد من المزايا والوظائف الموجودة على محرر بي بي إديت مثل دعمه للأنماط التعبيرية، و نظام الإضافات، بالإضافة إلى استخدامهما لنفس محرك التحرير، إلا أن بي بي إديت لايت يعاني من النواقص مثل عدم دعمه لبعض أدوات البرمجة الرئيسية كتمييز الصيغة، وواجهة سطر أوامر، وأدوات تحرير للغة أتش تي أم أل، بالإضافة لافتقاده قدرة الولوج باستخدام نظام نقل الملفات.
في عام 2003 قامت شركة بير بونز سوفتوير باطلاق محرر النصوص تيكست رانغلر الذي ينتمي لفئة محررات النصوص الإحتكارية و الذي كان بدوره نسخة محسنة من محرر النصوص بي بي إديت لايت و قد أوقفت الشركة عمليات التطوير على محرر بي بي إديت لايت بعد إطلاقها للمحرر تيكست رانغلر، و بعد فترة من الزمن قامت الشركة المطورة بإطلاق النسخة الثانية من محرر النصوص تيكست رانغلر (TextWrangler 2.0) و قد أتيح استخدامه بالمجان، و على الرغم مما سلف إلا أن المحرر بي بي إديت لايت بقي متواجداً لمنصات ماك أو أس أكس وماك أو أس و لكن بدون أي عمليات تطوير أو تحسين.